# Lady Franklin Island
Lady Franklin Island (Inuktitut: Kitigtung) – niezamieszkana wyspa w Cieśninie Davisa, w Archipelagu Arktycznym, w regionie Qikiqtaaluk, na terytorium Nunavut, w Kanadzie. W pobliżu Lady Franklin Island leży Monumental Island.